# Brightburn
Brightburn (conocida como El hijo en España y Brightburn: Hijo de la oscuridad en Hispanoamérica) es una película estadounidense de acción y terror de 2019, producida por Screen Gems, Stage 6 Films, Troll Court Entertainment y The H Collective, y distribuida por Sony Pictures Releasing. Es una nueva adaptación de terror del personaje de DC Comics: Superman, creado por Jerry Siegel y Joe Shuster. Esta dirigida por David Yarovesky, a partir de un guion de Max y Brian Gunn. Está protagonizada por Elizabeth Banks, David Denman, Jackson A. Dunn, Matt L. Jones, Michael Rooker y Meredith Hagner.
La trama sigue a Brandon Breyer, un joven de origen extraterrestre criado en la Tierra que se da cuenta de que tiene superpoderes. Al enterarse de ellos y recibir un lavado de cerebro en la nave en la que llegó, rechaza a la humanidad y se vuelve malvado, optando por aterrorizar a su ciudad natal, incluyendo a sus padres.
La cinta fue anunciada como James Gunn Horror Project en diciembre de 2017. Aparte de Gunn como productor, su primo Mark y su hermano Brian escribieron el guion, que adapta el concepto de Superman al horror explícito. La fotografía principal comenzó en marzo de 2018 y terminó en mayo de ese mismo año.
Brightburn fue estrenado en los Estados Unidos el 24 de mayo de 2019 y recibió críticas mixtas de los críticos, que sintieron que la película no cumplía con todo el potencial de su premisa. La película ganó $32.000.000 con un presupuesto de $6.000.000.

## Argumento
En 2006, Kyle y Tori Breyer (David Denman y Elizabeth Banks) son una pareja de agricultores que viven en la ciudad ficticia de Brightburn, Kansas. Tratan desesperadamente de tener un hijo, pero no han podido concebir. Una noche, la pareja es sorprendida por un meteorito que cae del cielo cerca de su granja con un bebé adentro. Ambos deciden adoptarlo, llamándolo Brandon. A través de una serie de vídeos, se muestra a Brandon creciendo como un niño feliz, amado y mimado por sus padres.
Diez años más tarde, Brandon (Jackson A. Dunn), ahora de doce años, descubre que tiene fuerza sobrehumana después de que unas extrañas voces en su cabeza le dicen que meta su mano en la cuchilla de una cortacésped en marcha. Para sorpresa de Brandon, la cortacésped se destruye al contacto con su mano. Esa misma noche, Brandon camina dormido hacia el granero de la granja, tratando de abrir la trampilla que contiene la nave espacial en la que llegó. Tori interviene y lo despierta, con Brandon sin acordarse de lo que pasó. Después de esto, Brandon se vuelve más desobediente e irrespetuoso hacia Kyle y Tori. Para sorpresa de su padre, Brandon mastica y dobla un tenedor con los dientes durante su desayuno, de nuevo, sin saber que ha sucedido. Kyle comienza a sospechar que algo está mal con Brandon.
Pasados algunos días, Tori encuentra dibujos extraños e inquietantes, lo que lleva a Kyle a hablar con Brandon sobre la pubertad y las niñas, mientras van a acampar al bosque. Esa noche, Brandon descubre que también tiene la habilidad de volar y una velocidad sobrehumana, y se dirige a la casa de su compañera Caitlyn Connor (Emmie Hunter), mirándola a través de una ventana hasta que ella lo nota. La noche siguiente, Kyle descubre que sus gallinas han sido horriblemente asesinadas. Tori sugiere que fue un ataque de un lobo; sin embargo, Kyle insiste en que Brandon podría ser el responsable, puesto que momentos antes se quedó mirando a las gallinas mientras estas parecían asustadas por su presencia, lo que hace que Tori se enoje con él y le dice que deje de imaginarse cosas. A la mañana siguiente, en la escuela, los estudiantes hacen un ejercicio para reforzar la confianza entre compañeros, dejándose caer y agarrándose unos a otros, pero Caitlyn no agarra a Brandon, llamándolo pervertido por espiarla y éste cae al suelo. Tras esto, un furioso Brandon le rompe la mano a Caitlyn cuando trata de recogerlo bajo las órdenes del profesor de gimnasia (Terence Rosemore). La directora suspende a Brandon durante dos días, y luego informa a su tía Merilee (Meredith Hagner), la psicóloga de la escuela, para que le asesore. Más tarde, Tori encuentra a su hijo levitando sobre la trampilla abierta que contiene la nave espacial oculta en la que llegó a la Tierra, repitiendo bajo un trance la frase "Take the World" (Apodérate del mundo) en una lengua extraña. 
Es aquí donde Tori decide contarle la verdad acerca de su pasado, donde al pensar que él lo entendería, hace que Brandon se enfurezca y rompa todas las fotos de él con sus padres llamándolos mentirosos; pese a las súplicas de Tori, Brandon sale del hogar en plena lluvia, haciendo que repita las palabras "Apodérate del mundo", disparando y liberando su visión de calor en un arrebato de ira. Brandon visita luego a Caitlyn pidiéndole perdón por haberle roto la mano, y aunque muy asustada por su presencia, ella lo perdona, pero le dice que su madre Erica (Becky Wahlstrom), le ha prohibido hablar con él. Brandon le dice a Caitlyn que se encargará de eso. Luego Brandon acude al restaurante donde trabaja Erica, vestido con una espeluznante máscara y una capa roja y asesina sin piedad a Erica en el restaurante. Merilee intenta aconsejar a su sobrino en vano, al ver los comentarios que él hace sobre sus padres y sobre el lugar en el que vive. Ella se molesta y decide contarle a la policía sobre la situación, lo que hace que Brandon la siga a su casa y la amenace. El marido de Merilee y tío de Brandon, Noah (Matt L. Jones), al llegar a casa, lo encuentra escondido en el armario, y tras llevarse un buen susto, decide decírselo a sus padres mientras lleva a la fuerza a Brandon a su casa. Poniéndose la máscara de nuevo, Brandon ataca a Noah lanzándolo con su fuerza sobrehumana; sumido en el pánico, Noah intenta huir en su camioneta, pero en medio del camino la camioneta se detiene y falla. Noah intenta arrancar el vehículo, pero es en vano. Brandon lo alcanza y súbitamente levanta su camioneta en el aire, acto seguido la deja caer brutalmente al piso, haciendo que Noah se rompa completamente la mandíbula inferior y muriendo desangrado. Kyle y Tori se enteran de la muerte de Noah, pero cuando deciden contárselo a Brandon, él no reacciona emocionalmente y en cambio reacciona como si no le importara la muerte de Noah. Convencido de que Brandon mató a Noah, Kyle lo lleva de cacería con la intención de matarlo. Kyle, pese a estar abrumado emocionalmente por dispararle a su propio hijo, le dispara a Brandon en la cabeza, pero la bala simplemente rebota. Con el corazón completamente roto, Brandon persigue a Kyle, nuevamente usando su máscara y su capa y al encontrarlo y desarmarlo, lo sujeta fuertemente. Kyle intenta disculparse, pero un totalmente enfurecido Brandon le dispara sin piedad su visión de calor en la cabeza y lo mata después de que ésta lo atravesara.
Mientras tanto, el sheriff del Condado Deever (Gregory Alan Williams) visita a Tori, después de que investiga la desaparición de Erica y al encontrar el restaurante destruido. Tori no cree que Brandon haya cometido esos asesinatos, pero cuando el Sheriff se va, rápidamente se dirige a la habitación de Brandon donde encuentra en una libreta los símbolos encontrados por la policía, pero eso no es todo, sino que además encuentra dibujos que representan los diversos asesinatos en la libreta que usaba para anotar sus iniciales (Brandon Breyer) o tal vez su verdadero nombre (Brightburn), y descubre que Brandon solía usar su bolígrafo de color azul cuando aún era tranquilo e inocente, pero poco a poco llega a usar el color rojo, que representa la sangre, y presa del espanto, llama a la policía. Tori intenta marcarle a Kyle, pero descubre que Brandon tiene el teléfono de Kyle, y escucha del mismo Brandon que éste asesinó a Kyle, y que ya se encuentra de vuelta en casa. Acto seguido, Brandon estalla en rabia y volando a gran velocidad, embiste varias veces su casa y la destruye mientras asesina brutalmente a los oficiales de policía que arriban ante la llamada de Tori. Ésta escapa al granero luego de lanzarse de una ventana y baja a la escotilla donde se encuentra la nave espacial; ahí, horrorizada, descubre el cuerpo totalmente mutilado de Erica. Tori toma una pieza afilada como un cuchillo, esperando que le sirva como debilidad a Brandon, ya que anteriormente lo había hecho sangrar al golpearse contra ella. Brandon encuentra a Tori, ella lo confronta y se disculpa con él por no ser la madre que él quiere y necesita. Ella le quita la máscara y le dice que sabe que aún hay bondad en el. Al oír esto, Brandon le dice que quiere hacer el bien, y la abraza emotivamente. Sin embargo, Tori entre lágrimas le dice que siempre será su hijo, y a sus espaldas trata de apuñalarlo con la pieza afilada de la nave, pero Brandon logra detenerla. Enfurecido, Brandon levanta a Tori sobre las nubes, y viéndola ya sin ningún tipo de afecto, la arroja a su muerte cuando un avión vuela hacia él. Brandon hace que el avión se estrelle y todos los que están a bordo mueran.  
Los informes de noticias hablan sobre el avión estrellado indicando que Kyle y Tori murieron en el accidente cuando el avión cayó sobre su casa, y que Brandon fue el único sobreviviente. La película termina con Brandon sonriendo, ahora que no tiene nada ni nadie que se interponga en su camino de tomar o conquistar el mundo. 
Durante los créditos, el último informe de noticias muestra a Brandon destruyendo ciudades y matando a numerosas personas. Y se muestra un video de un policía (Michael Rooker) siendo entrevistado, diciéndole al reportaje “Este ataque confirma que los demonios ya no serán bienvenidos a la Tierra”. Después aparece un video con un youtuber de teorías conspirativas llamado "The Big T", diciendo que en videos anteriores al descubrimiento de Brandon, afirma que él tampoco es el único que quiere destruir y conquistar el mundo, y muestra seis imágenes de diferentes seres en los que se incluye a Brandon (como una referencia a Superman), una criatura mitad hombre mitad pez, que destruye barcazas en el océano (Aquaman), una "bruja" que asfixia a sus víctimas con cuerdas y sogas (Wonder Woman), Crimson Bolt, personaje interpretado por Rain Wilson en Super, una de las primeras películas de James Gunn (Flash), un marciano con una especie de traje (Martian Manhunter), y el último siendo un misterio (probablemente sea Batman). Al final, The Big T concluye que "Todos están en la Tierra", "Todos están esperando" y "Todos nos convertiremos en su almuerzo si no hacemos algo y actuamos"

## Reparto
- Jackson A. Dunn como Brandon Breyer, el hijo adoptivo de Tori y Kyle, quien descubre que no es de este mundo.
- Elizabeth Banks como Tori Breyer, madre de Brandon y esposa de Kyle.
- David Denman como Kyle Breyer, padre de Brandon y esposo de Tori.
- Meredith Hagner como Merilee McNichol, hermana de Tori, tía de Brandon y la esposa de Noah.
- Matt L. Jones como Noah McNichol, tío de Brandon y el mejor amigo de Kyle.
- Becky Wahlstrom como Erica Connor, madre de Caitlyn, a quien no le agrada Brandon.
- Michael Rooker como un policía del final.
- Stephen Blackehart como Travis.
- Emmie Hunter como Caitlyn Connor, hija de Erica y el interés amoroso de Brandon.
- Gregory Alan Williams como Jefe de policía Deever, el sheriff local de la pequeña ciudad de Brightburn
- Jennifer Holland como Ms. Espenschied, la maestra de Brandon.
- Elizabeth Becka como Directora de la escuela.
- Anne Humphrey como Deputy Aryes.
- Abraham Clinkscales como Royce, un estudiante obeso y negro que intimida a Brandon.
- Christian Finlayson como Fauxhawk, uno de los estudiantes que intimida a Brandon
- Terence Rosemore como el maestro de gimnasia.

El actor Rainn Wilson apareció en una fotografía durante los créditos intermedios como su personaje de Crimson Bolt de la película "Super" del 2010, que también fue dirigida también por James Gunn.

## Producción
La película fue anunciada en diciembre de 2017, como una película de terror aún sin título, con James Gunn actuando como productor, Brian y Mark Gunn escribiendo el guion, y David Yarovesky dirigiéndola.
2 meses después, los guionistas Brian y Mark confirmaron en una entrevista que la película sería una versión sádica y slasher del personaje de DC Comics ya mencionado, bajo el nombre de “BrightBurn” y que se estrenaría en algún punto de 2019.
En marzo de 2018, Elizabeth Banks, Jackson Dunn, David Denman, Meredith Hagner y Matt Jones se unieron al reparto, con la filmación dando inicio ese mismo mes.

## Estreno
Brightburn fue estrenada en Estados Unidos el 24 de mayo de 2019. La cinta había sido originalmente programada para ser estrenada en noviembre de 2018, pero finalmente la fecha de estreno se atrasó al 2019.

## Recepción
Brightburn recibió reseñas mixtas de parte de la crítica y de parte de la audiencia. Algunos la describen como “Una buena reimaginación de Superman inducido al horror” y considerada como “un clásico eterno del universo de James Gunn”. Sin embargo, también ha recibido duras críticas, considerada como “una copia descarada del personaje” y como “Una retorcida manera de seguir oscureciendo a los héroes, alejándolos de su propósito de dar esperanza” En el sitio web especializado Rotten Tomatoes la película posee una aprobación de 57%, basada en 207 reseñas, con una calificación de 5.7/10, mientras que de parte de la audiencia tiene una aprobación de 61%, basada en 6780 votos, con una calificación de 3.5/5.
El sitio web Metacritic le dio a la película una puntuación de 44 de 100, basada en 31 reseñas, indicando "reseñas mixtas". Las audiencias encuestadas por CinemaScore le otorgaron a la película una "C+" en una escala de A+ a F, mientras que en el sitio IMDb los usuarios le asignaron una calificación de 6.1/10, sobre la base de 99 005 votos. En la página web FilmAffinity la cinta tiene una calificación de 5.6/10, basada en 10 333 votos.